# Céphale et Procris (Jacquet de la Guerre)
Personnages
Céphale et Procris est une tragédie lyrique en un prologue et cinq actes de la compositrice française Élisabeth Jacquet de la Guerre sur un livret de Joseph-François Duché de Vancy d'après le mythe de Céphale et Procris dans les Métamorphoses d'Ovide. L'œuvre a été représentée pour la première fois en public le 17 mars 1694 au Théâtre du Palais-Royal. C'est le premier opéra composé par une femme en France, mais il n'a pas rencontré le succès à sa création

## Historique
Élisabeth Jacquet de la Guerre est au sommet de sa carrière, après avoir publié ses Pièces de clavecin en 1687. Le public attend de nouvelles œuvres dans le sillage de Jean-Baptiste Lully quand elle présente sa tragédie lyrique. Le librettiste n'est pas considéré comme un grand poète, et la réception de l'opéra montre qu'il a déçu : il n'aura que cinq ou six représentations, et ne sera plus rejoué ensuite. Wanda R. Griffiths explique ce manque de succès par un livret embrouillé et la présence d'une intrigue comique entre Dorine et Arcas, alors que le comique était exclu des tragédies. De plus, peu de tragédies lyriques rencontrent le succès à l'époque.
L'opéra a été rejoué et enregistré en 2008, ce qui a permis de le réhabiliter : « De ces différents épisodes et atmosphères, et malgré les maladresses du livret de Joseph-François Duché de Vancy, la musique arrive à atteindre des sommets d’expressivité. […] Espérons que, contrairement à sa création, l’opéra d’Elisabeth-Claude Jacquet de la Guerre obtienne aujourd’hui le succès tant mérité… »

## Intrigue
Dans un prologue, Flore et Pan célèbrent le plus puissant des rois et chantent sa valeur immortelle. Ils sont relayés par deux nymphes puis par le dieu Nérée.
Acte I : Fille du roi d'Athènes, Procris se réjouit auprès de ses confidents Dorine et Arcas de s'unir par le mariage à Céphale. Mais une prêtresse coupe court à son allégresse : Borée, fils de la déesse Aurore et roi des Thraces, veut épouser la belle Procris. 
Acte II : Les amoureux se rendent à la décision des dieux à contrecœur. Céphale exprime son dépit devant Borée. L'Aurore ordonne aux zéphyrs d'emporter Céphale. Elle avoue à son confident Iphis qu'en fait, c'est elle qui est derrière le changement de leur sort.
Acte III : La déesse Aurore, amoureuse de Céphale, lui fait croire à l'infidélité de Procris. Mais il demeure inconsolable, même quand Iphis fait défiler devant lui la Volupté et les plaisirs. 
Acte IV : L'Aurore décide alors de précipiter Procris aux enfers, face à la Jalousie, à la Rage et au Désespoir. Procris rejette alors Céphale, puis accepte d'épouser Borée. Seule, elle déclare préférer mourir.
Acte V : L'Aurore, touchée par le désespoir de Procris, se résout à leur accorder le bonheur. Mais Céphale, en voulant chasser Borée d'un coup de javelot, blesse son aimée par accident. Elle meurt dans ses bras en lui faisant promettre de ne pas essayer de la rejoindre. Céphale déclare cependant vouloir la rejoindre aux enfers.

## Distribution
Par ordre d'apparition :
- Flore
- Pan
- nymphes
- Nérée
- Un dieu de la mer
- Borée
- Procris
- Dorine
- Arcas
- Troupe d'Athéniens
- Le roi
- Céphale
- Deux Athéniennes
- La prêtresse
- Troupe de Thraces
- Troupe de pâtres et bergères
- L'Aurore
- Iphis
- La Volupté
- Suite de la Volupté
- Troupe de Plaisirs, de Grâces et quatre Amours
- La Jalousie
- La Rage
- Le Désespoir
- Les démons

## Discographie
- Céphale et Procris, Tragédie en musique - Raphaële Kennedy (Procris) ; Camilla de Falleiro (Dorine) ; Achim Schulz (Cephale) ; Lisandro Abadie (Arcas) ; Daniel Issa (la Jalousie) ; Musica Fiorita, dir./clavecin et orgue, Daniela Dolci (7-8 avril 2008, 2 CD ORF 3033)[3]
- Céphale et Procris, solistes, Chœur de chambre de Namur, A Nocte Temporis, direction Reinoud Van Mechelen. 2 CD CVS 2024. Diapason d’or.